# Eckhard Becker
Eckhard Becker (* 11. Mai 1945 in Krippen; † 20. Juni 2009 in Potsdam) war ein deutscher Schauspieler und Theaterregisseur.

## Leben
Becker war zu Zeiten der DDR annähernd 20 Jahre lang Mitglied des Hans-Otto-Theaters und anschließend des Theaters 89 in Potsdam und wirkte in zahlreichen Film- und gelegentlichen Fernsehproduktionen mit. Beachtung fanden seine Bühnendarstellungen in Ulrich Plenzdorfs Zeit der Wölfe und in Wolokolomsker Chaussee von Heiner Müller sowie seine Regiearbeit Die Preußen kommen, die 205 Aufführungen erlebte. Seine letzte Rolle spielte er in der Schachnovelle.
Für Aufsehen sorgte Beckers Veröffentlichung im Spiegel 1994, von seinem Intendanten Gero Hammer, alias „IM Ernst“, für die Stasi überwacht worden zu sein.
Als Leinwanddarsteller konnte man Becker bis 1990 regelmäßig erleben (Jungfer, sie gefällt mir; Nelken in Aspik; Das Haus am Fluß); nach der Wiedervereinigung der beiden deutschen Staaten spielte er nur noch zweimal, darunter in Alle Alle (2007).

## Filmografie (Auswahl)
- 1967: Geheimcode B/13 (TV-Vierteiler)
- 1969: Jungfer, Sie gefällt mir
- 1970: Meine Stunde Null
- 1971: Du und ich und Klein-Paris
- 1971: Optimistische Tragödie (TV)
- 1972: Laut und leise ist die Liebe
- 1972: Polizeiruf 110: Verbrannte Spur (TV-Reihe)
- 1973: Der Staatsanwalt hat das Wort: Wunder dauern etwas länger (TV-Reihe)
- 1973: Apachen
- 1973: Zement (Fernsehfilm, 2 Teile)
- 1974: Der Untergang der Emma
- 1975: Eine Pyramide für mich
- 1976: Nelken in Aspik
- 1978: Bluthochzeit (Studioaufzeichnung)
- 1979: Lachtauben weinen nicht
- 1980: Levins Mühle
- 1981/1988: Jadup und Boel
- 1983: Polizeiruf 110: Auskünfte in Blindenschrift (TV-Serienfolge)
- 1983: Taubenjule
- 1983: Alfons Köhler (Fernsehfilm)
- 1983: Fariaho
- 1983: Die Schüsse der Arche Noah
- 1984: Kaskade rückwärts
- 1985: Polizeiruf 110: Treibnetz
- 1986: Der Traum vom Elch
- 1986: Das Haus am Fluß
- 1987: Käthe Kollwitz – Bilder eines Lebens
- 1987: Die erste Reihe (Fernsehfilm)
- 1988: Die Schauspielerin
- 1988: Die Entfernung zwischen dir und mir und ihr
- 1989: Polizeiruf 110: Katharina
- 1990: Über die Grenzen
- 1991: Heute sterben immer nur die andern
- 1991: Polizeiruf 110: Der Fall Preibisch
- 2003: NeuFundLand
- 2007: Alle Alle

## Theater

### Regie
- 1983: Claus Hammel: Die Preußen kommen (Hans Otto Theater Potsdam)
- 1983: Heinz Drewniok: Die Jäger (Hans Otto Theater Potsdam)
- 1993: Zum dreisten Hahn (Ermelerhaus Berlin)

### Schauspieler
- 1979: Maxim Gorki: Die Sykows (Muratow) – Regie: Günter Rüger  (Hans Otto Theater Potsdam)
- 1988: Arthur Miller: Tod eines Handlungsreisenden (Willy Loman) – Regie: Adrian Schriel (Hans Otto Theater Potsdam)
- 1990: William Shakespeare: Leben und Tod König Richard des Dritten (Lord Hasting) – Regie: Gert Jurgons (Hans Otto Theater Potsdam)